# Sénégal
Sénégal, quốc hiệu là Cộng hòa Sénégal, là một quốc gia tại Tây Phi. Sénégal giáp Mauritanie về phía bắc, Mali về phía đông, Guinée về phía đông nam, và Guiné-Bissau về phía tây nam. Sénégal vây quanh ba phía Gambia, một quốc gia có lãnh thổ là những dải đất hai bờ sông Gambia, chia tách Casamance khỏi phần còn lại của Sénégal. Sénégal cũng có biên giới trên biển với Cabo Verde. Trung tâm kinh tế và chính trị của Sénégal là Dakar.
Sénégal nằm ở cực tây của Lục địa Á-Âu-Phi và lấy tên từ sông Sénégal. Sénégal có diện tích 197.000 kilômét vuông (76.000 dặm vuông Anh) và dân số khoảng 16 triệu người. Đất nước được tách ra từ Tây Phi thuộc Pháp sau khi Pháp trao trả độc lập, ngôn ngữ chính thức là tiếng Pháp. Giống như các quốc gia châu Phi thời hậu thuộc địa khác, đất nước này bao gồm nhiều cộng đồng dân tộc và ngôn ngữ, với cộng đồng lớn nhất là người Wolof, người Fula, và người Serer.
Senegal được xếp vào nhóm quốc gia nghèo mắc nợ nhiều, với Chỉ số Phát triển Con người tương đối thấp. Phần lớn dân số sống trên bờ biển và làm nông nghiệp hoặc các ngành công nghiệp thực phẩm khác. Các ngành công nghiệp chính khác bao gồm khai thác mỏ, du lịch và dịch vụ. Khí hậu điển hình của vùng Sahel, nhưng có mùa mưa.
Senegal là một quốc gia thành viên của Liên minh châu Phi, Liên Hợp Quốc, Cộng đồng Kinh tế Tây Phi, Tổ chức Hợp tác Hồi giáo và Cộng đồng các quốc gia Sahel-Sahara.

## Tên gọi
"Senegal" có lẽ bắt nguồn từ phiên âm tiếng Bồ Đào Nha của tên thần Zenaga, còn được gọi là Sanhaja. Ngoài ra, cái tên này có thể bắt nguồn từ cụm từ Wolof Sunuu Gaal, có nghĩa là "con thuyền của chúng ta."

## Lịch sử
Những khám phá khảo cổ học trên cả vùng này cho thấy Sénégal từng là nơi có người sinh sống từ thời tiền sử. Hồi giáo, tôn giáo chính tại Sénégal, lần đầu tiên tới đây vào thế kỷ 11 dưới sự ảnh hưởng của nhà Almoravid. Vào thế kỷ 13 và 14, vùng này nằm dưới ảnh hưởng của các đế chế Mandingo ở phía đông; Đế chế Jolof của Sénégal cũng được lập ra vào thời gian này. Nhiều cường quốc châu Âu đã tới đây từ thế kỷ 15 trở về sau, và chỉ chấm dứt khi Pháp kiểm soát hoàn toàn địa điểm khi ấy đã trở thành một đầu mối buôn bán nô lệ quan trọng. Nước này giành lại độc lập từ Pháp ngày 4 tháng 4 năm 1960.

### Độc lập
Tháng 1 năm 1959, Sénégal và Sudan thuộc Pháp hợp nhất thành Liên bang Mali, và đã trở thành hoàn toàn độc lập ngày 20 tháng 6 năm 1960, nhờ thỏa thuận chuyển giao quyền lực được ký với Pháp ngày 4 tháng 4 năm 1960. Vì những khó khăn chính trị trong nước, Liên bang tan rã ngày 20 tháng 8. Sénégal và Sudan (được đổi tên thành Cộng hoà Mali) tuyên bố độc lập. Léopold Senghor được bầu làm tổng thống đầu tiên của Sénégal vào tháng 8 năm 1960.
Sau khi Liên bang Mali tan vỡ, Tổng thống Senghor và Thủ tướng Mamadou Dia cùng cầm quyền theo một hệ thống nghị viện. Tháng 12 năm 1962, sự đối đầu chính trị của họ dẫn tới một cuộc đảo chính của Thủ tướng Dia. Cuộc đảo chính đẫm máu bị dẹp yên, Dia bị bắt và bị cầm tù, Sénégal chấp nhận một hiến pháp mới trao nhiều quyền cho Tổng thống.

### Từ năm 1980
Năm 1980, Tổng thống Senghor quyết định giã từ chính trường, trao lại quyền lực cho người kế nhiệm đã được lựa chọn từ trước là Abdou Diouf năm 1981.
Sénégal và Gambia cùng tham gia vào Bang liên Senegambia vào ngày 1 tháng 2 năm 1982. Tuy nhiên, bang liên này đã giải tán năm 1989. Dù có những cuộc đàm phán hòa bình, một nhóm ly khai phía nam tại vùng Casamance đã tiến hành các cuộc xung đột rời rạc với các lực lượng chính phủ từ năm 1982. Sénégal có lịch sử tham gia vào các đội quân gìn giữ hòa bình quốc tế khá lâu dài.
Abdou Diouf làm tổng thống giai đoạn 1981 và 2000. Ông thúc đẩy sự tham gia rộng lớn hơn vào chính trị, giảm bớt sự tham gia của chính phủ vào kinh tế, mở rộng quan hệ đối ngoại của Sénégal, đặc biệt với các nước phát triển. Tình hình chính trị trong nước thỉnh thoảng lại bùng phát với những cuộc bạo động đường phố, căng thẳng biên giới và bạo lực từ phong trào ly khai ở vùng Casamance phía nam. Tuy nhiên, những cam kết dân chủ và nhân quyền của Sénégal cũng được tăng cường. Diouf làm tổng thống bốn nhiệm kỳ liên tục. Trong cuộc bầu cử tổng thống năm 2000, lãnh đạo đối lập Abdoulaye Wade đã đánh bại Diouf trong một cuộc bầu cử được các quan sát viên quốc tế cho là tự do và công bằng. Sénégal trải qua cuộc chuyển giao quyền lực trong hòa bình lần thứ hai, và là lần thứ nhất từ đảng này sang đảng khác.
Ngày 30 tháng 12 năm 2004 Tổng thống Abdoulaye Wade thông báo ông sẽ ký một hiệp ước hòa bình với nhóm ly khai tại vùng Casamance. Tuy nhiên, điều này vẫn chưa được thực hiện.
Tháng 3 năm 2012, Macky Sall trúng cử tổng thống, đánh bại tổng thống đương nhiệm Abdoulaye Wade. Tổng thống Sall được tái cử nhiệm kỳ thứ hai trong cuộc bầu cử năm 2019. Nhiệm kỳ của tổng thống được giảm từ bảy xuống năm năm.
Tháng 3 năm 2024, ứng cử viên phe đối lập Bassirou Diomaye Faye trúng cử tổng thống, trở thành tổng thống trẻ nhất trong lịch sử Sénégal. Tháng 11 năm 2024, Faye thông báo rằng Pháp sẽ rút quân khỏi Sénégal và đóng cửa căn cứ quân sự vào cuối năm 2025.

## Địa lý

Phân loại khí hậu Köppen của Sénégal.

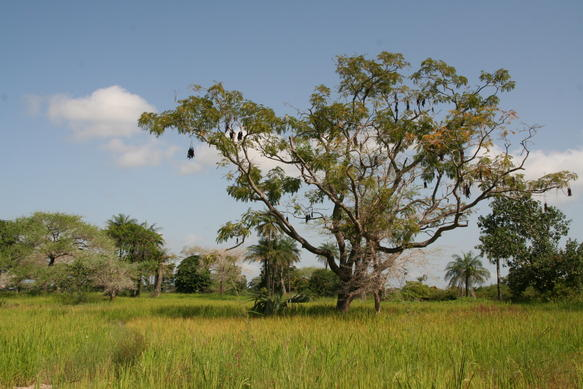
Khung cảnh tại Casamance

Sénégal nằm ở phía tây lục địa châu Phi. Nó nằm giữa vĩ tuyến 12° và 17° Bắc, kinh độ 11° và 18° Tây.
Sénégal giáp với Đại Tây Dương về phía tây, Mauritanie về phía bắc, Mali đề phía đông, Guinée về phía đông nam, Guiné-Bissau về phía tây nam, và gần như vây quanh Gambia (trừ một đường biển ngắn của nước này).
Khung cảnh tai Sénégal chủ yếu gồm những đồng bằng cát tây Sahel nâng cao lên thành những dãy đồi ở phía đông nam. Tại đây có điểm cao nhất Sénégal, cách Nepen Diakha 2,8 km, cao 638 m (2.093 ft). Biên giới phía bắc được tạo nên từ sông Sénégal; những con sống khác gồm sông Gambia và sông Casamance. Thủ đô Dakar nằm trên bán đảo Cap-Vert, điểm cực tây của châu Phi.

## Chính trị
Sénégal là một nước cộng hòa theo tổng thống chế. Tổng thống là nguyên thủ quốc gia kiêm tổng tư lệnh các lực lượng vũ trang và được bầu trực tiếp, nhiệm kỳ là năm năm. Quốc hội gồm 120 nghị sĩ được bầu trực tiếp, nhiệm kỳ là năm năm.
Sénégal có 65 đảng tham gia chính trị thông qua việc cùng hợp tác tiến tới một sự chuyển tiếp tới một nền dân chủ của đất nước, và thậm chí trong số các nước phát triển tại lục địa châu Phi. Quốc hội là cơ quan lập pháp một viện, gồm 120 thành viên được bầu cử riêng biệt với cuộc bầu cử tổng thống. Sénégal có một nhánh lập pháp, một nhánh hành pháp khá độc lập và công bằng. Tòa án cấp cao nhất của nước này là hội đồng hiến pháp, và tòa án công lý, các thành viên của hai tòa án này do tổng thống chỉ định.
Các hoạt động chính phủ Sénégal khá minh bạch. Mức độ tham nhũng kinh tế gây cản trở tới sự phát triển kinh tế đất nước khá thấp. Ngày nay Sénégal có một nền văn hóa chính trị dân chủ, là một trong những hình mẫu chuyển tiếp dân chủ thành công nhất tại Châu Phi.
Các quan chức hành chính địa phương đều được tổng thống chỉ định và chịu trách nhiệm trước tổng thống.

### Đảng phái chính trị
Sénégal thực hiện chế độ đa đảng: Đảng cầm quyền hiện nay là Đảng Dân chủ Sénégal. Đảng đối lập chính là đảng Xã hội.
Từ đầu những năm 1980, Sénégal phải đối phó với phong trào ly khai ở vùng Casamance do Đảng Phong trào các lực lượng dân chủ Casamance (MFDC) khởi xướng. Từ giữa những năm 1990, phong trào ly khai đã phát triển thành xung đột vũ trang. Chính phủ vẫn làm chủ được tình hình. Từ tháng 1 năm 1999, tiến trình hoà bình đã được đưa ra. Tháng 3 năm 2001, thoả thuận ngừng bắn đã được ký kết giữa Chính phủ và MFDC.
Ngày 19 tháng 9 năm 2012, các nhà lập pháp bỏ phiếu để loại bỏ Thượng viện để tiết kiệm ước tính 15 triệu đô la.
Tháng 8 năm 2017, đảng cầm quyền đã giành chiến thắng vang dội trong cuộc bầu cử quốc hội. Liên minh cầm quyền của Tổng thống Macky Sall chiếm 125 ghế trong Quốc hội 165 ghế.  Năm 2019, tổng thống Macky Sall dễ dàng tái đắc cử ở vòng đầu tiên.

### Chính sách ngoại giao
Sénégal là thành viên Liên Hợp Quốc, Liên minh châu Phi, Phong trào không liên kết, Cộng đồng Pháp ngữ và hàng chục tổ chức quốc tế và khu vực khác.
Hiện nay, Sénégal theo đuổi đường lối đối ngoại đa dạng hoá, mở cửa nhằm tranh thủ vốn và kỹ thuật. Sénégal quan hệ mật thiết với phương Tây, nhất là Pháp. Pháp là nước viện trợ nhiều nhất cho Sénégal, và hiện vẫn cung cấp chuyên gia kỹ thuật, quân sự cho Sénégal. Hiện nay, Pháp với Hiệp định phòng thủ ký với Sénégal từ khi quốc gia này giành độc lập vẫn luôn có 1.200 quân tại đây. Từ cuối thập niên 1980, Hoa Kỳ bắt đầu tăng cường quan hệ với Sénégal trong các lĩnh vực kinh tế, đào tạo. Hiện nay, trong khuôn khổ của chương trình " Sáng kiến đối phó với khủng hoảng ở châu Phi của Mỹ"(ACRI-2001), Hoa Kỳ đã gửi các chuyên gia quân sự tới giúp Sénégal đào tạo các binh lính gìn giữ hoà bình.
Sénégal chủ trương duy trì quan hệ láng giềng tốt với Mauritanie, Gambia và Guinée-Bissau. Tuy vậy, do xung đột ở vùng Casamance, vấn đề người tỵ nạn Sénégal và các tranh chấp lãnh thổ chưa được giải quyết, quan hệ giữa Sénégal và các nước này có lúc căng thẳng.
Ngày 22 tháng 2 năm 2011, Senegal cắt đứt quan hệ ngoại giao với Iran, nói rằng họ cung cấp vũ khí cho phiến quân đã giết chết quân đội Senegal trong cuộc xung đột Casamance.

### Phân cấp hành chính

Vùng của Sénégal

Sénégal được chia thành 14 vùng, các vùng được chia thành 45 tỉnh, các tỉnh được chia thành 113 quận và cộng đồng địa phương. Hội đồng vùng quản lý mỗi vùng. 
Các vùng gồm:
- Dakar
- Diourbel
- Fatick
- Kaffrine
- Kaolack
- Kédougou
- Kolda
- Louga
- Matam
- Saint-Louis
- Sédhiou
- Tambacounda
- Thiès
- Ziguinchor

## Kinh tế

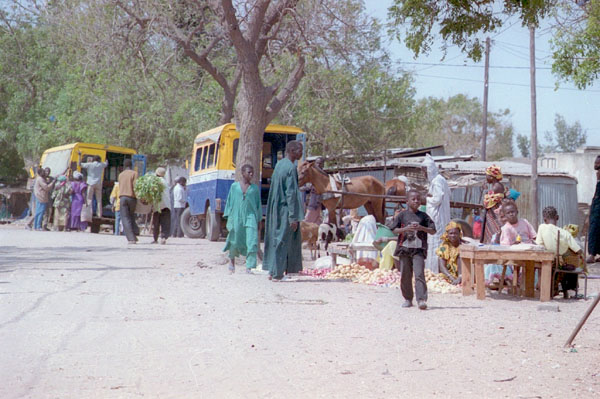
Những người bán hàng trên đường phố

Tháng 1 năm 1994, Sénégal tiến hành một cuộc cải cách kinh tế sâu rộng và đầy tham vọng với sự hỗ trợ của cộng đồng các nước cho vay quốc tế. Cuộc cải cách bắt đầu với việc phá giá 50% đồng tiền tệ Sénégal, đồng franc CFA Tây Phi, vốn có tỷ giá cố định so với đồng franc cũ của Pháp và hiện nay là đồng euro. Sự kiểm soát và hỗ trợ giá cả của chính phủ dần được bãi bỏ. Sau khi kinh tế giảm sút 2.1% năm 1993, Sénégal đã có một bước chuyển quan trọng, nhờ chương trình cải cách đó, với tăng trưởng GDP thực tế hàng năm ở mức 5% trong giai đoạn 1995-2001. Lạm phát hàng năm từng chưa tới 1%, nhưng đã tăng tới ước tính 3.3% năm 2001. Đầu tư tăng trưởng vững chắc từ mức 13.8% GDP năm 1993 tới 16.5% năm 1997.
Là một thành viên của Liên minh Kinh tế và Tiền tệ Tây Phi (WAEMU), Sénégal hiện đang nỗ lực hội nhập sâu hơn nữa vào khu vực với một mức thuế quan thống nhất. Sénégal cũng đã thực hiện kết nối Internet toàn bộ năm 1996, tạo ra một cuộc bùng nổ các dịch vụ dựa trên công nghệ thông tin nhỏ. Hoạt động tư nhân hiện chiếm 82% GDP. Những hậu quả tiêu cực là việc Sénégal phải đối mặt với những vấn đề kinh niên của đô thị như thất nghiệp, bất bình đẳng kinh tế xã hội, thanh thiếu niên phạm tội, và nghiện ma tuý—tương tự như vấn đề sinh ra từ các tầng lớp xã hội khác nhau tại vùng đô thị các nước phát triển/công nghiệp.

## Nhân khẩu

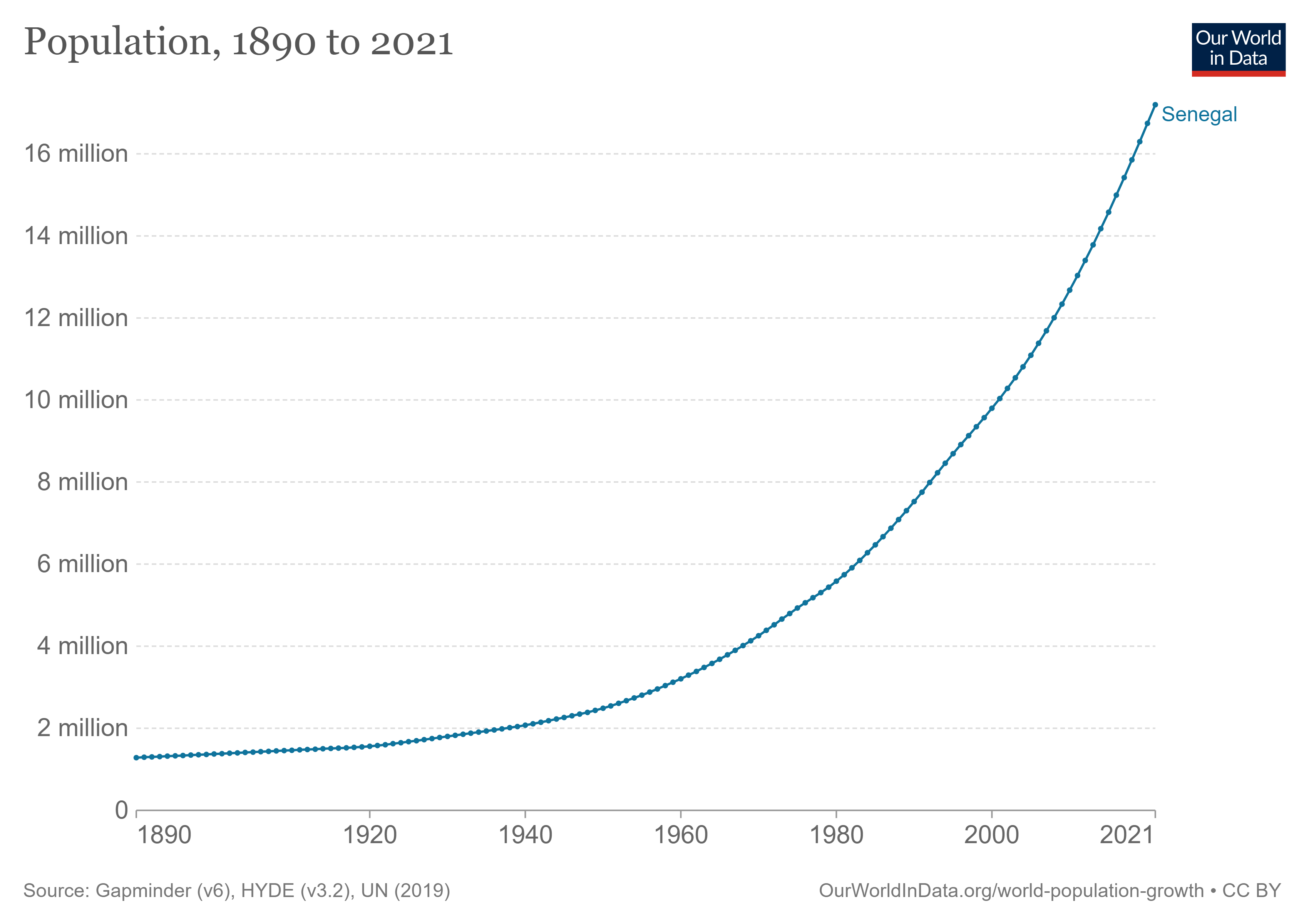
Dân số Sénégal 1961-2021

Sénégal có dân số hơn 13,5 triệu, trong đó 42% sống tại khu vực nông thôn. Mật độ dân cư dao động từ 77 người trên kilômét vuông (200/sq mi) ở miền trung-tây tới 2 trên kilômét vuông (5,2/sq mi) ở khu vực miền đông khô cằn.

### Dân tộc
Dân tộc ở Sénégal
Sénégal là một quốc gia đa dân tộc và đa ngôn ngữ. Năm 2019, thành phần dân tộc của Sénégal gồm 39% người Wolof, 27,5% người Fula (bao gồm người Toucouleur); 16% người Serer (bao gồmngười Serer Cangin), 4,9% người Mandinka, 4,2% người Jola, 2,4% người Soninke, 5,4% dân tộc khác (bao gồm người châu Âu và người gốc) và những dân tộc thiểu só khác như người Bassari và người Moor.
Khoảng 50.000 người châu Âu (chủ yếu người Pháp) và người Liban sinh sống ở Sénégal, chủ yếu ở các thành phố. Đa số người Liban làm công việc thương mại. Ngoài ra tại các đô thị, có những cộng đồng người Việt Nam và người Trung Quốc nhỏ, mỗi nhóm khoảng vài trăm người. Cũng có hàng chục nghìn người di cư từ Mauritanie, chủ yếu ở miền bắc.

### Ngôn ngữ
Tiếng Pháp là ngôn ngữ chính thức. Đa số người dân cũng nói ngôn ngữ dân tộc mình và, đặc biệt tại Dakar, tiếng Wolof là lingua franca. Tiếng Pulaar (Fula) là ngôn ngữ của người Fula và Toucouleur. Tiếng Serer được nói rộng rãi bởi cả người Serer và phia Serer. Nhóm ngôn ngữ Jola phổ biến rộng rãi tại Casamance.
Nhiều ngôn ngữ được hưởng tình trạng "ngôn ngữ quốc gia": tiếng Balanta-Ganja, tiếng Ả Rập Hassaniya, tiếng Jola-Fonyi, tiếng Mandinka, tiếng Mandjak, tiếng Mankanya, tiếng Noon (Serer-Noon), tiếng Pulaar, tiếng Serer, tiếng Soninke, và tiếng Wolof.

### Thành phố lớn nhất
Thủ đô Dakar là thành phố lớn nhất Sénégal, với hơn hai triệu dân.

### Y tế

Tuổi thọ ở Sénégal 1927-2021

### Tôn giáo
Tôn giáo ở Sénégal (2022)
Sénégal là một nhà nước thế tục. Hồi giáo là tôn giáo lớn nhất của Sénégal, với 97,2% dân số theo Hồi giáo. 2,7% dân số theo Kitô giáo, chủ yếu là Công giáo, ngoài ra còn có nhiều hệ phái Tin Lành. Dưới 1% dân số theo thuyết vật linh, chủ yếu tập trung ở khu vực đông nam của Sénégal. Một số người Serer theo tôn giáo Serer. Đại học Georgetown ước tính 95% dân số theo Hồi giáo, 5% theo Kitô giáo hoặc thuyết vật linh.

## Văn hóa
- Ẩm thực Sénégal
- Danh sách các nhà văn Sénégal
- Danh sách nhân vật Sénégal
- Âm nhạc Sénégal

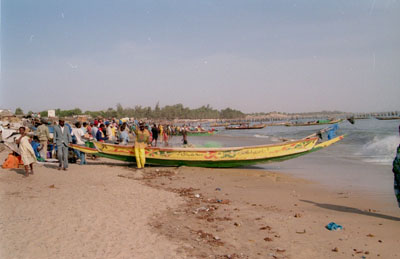
Trên bãi biển tại Mbour

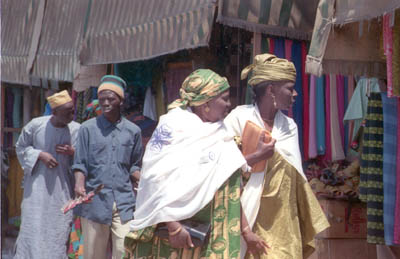
Chợ Dakar

- Ousmane Sembène Nhà văn và đạo diễn phim người Sénégal này được coi là 'người cha' của Điện ảnh châu Phi.